# Argyriini
De Argyriini zijn een geslachtengroep van vlinders uit de familie grasmotten (Crambidae).

## Geslachten
- Argyria
- Catharylla
- Chrysocatharylla
- Micrelephas
- Niveocatharylla
- Pseudocatharylla
- Urola
- Vaxi